# Rondella della Baccola
La rondella della Baccola è un baluardo situato lungo le mura magistrali di Verona, sulla sinistra d'Adige, progettato da Teodoro Trivulzio.

## Storia e descrizione
Preesistente alla rondella era la cinta muraria scaligera, commissionata da Cangrande della Scala e realizzata tra 1321 e 1324 su progetto del maestro Calzaro. Nella prima fase, oltre alla costruzione della cinta turrita, si operò lo scavo del fossato, direttamente in un banco di tufo. Nel 1393, il nuovo castello visconteo di San Pietro fu provvisto di una via di soccorso, condotta su un'alta muraglia, collegata alla sottostante torre scaligera, nella quale venne realizzata una pusterla, ovvero una porta segreta; la torre assunse allora il nome di Bacola, nome derivante forse da bacula, un trabocchetto che si poneva all'entrata delle porte fortificate. Il nome sembra quindi confermare la presenza di una porta di soccorso, o di sortita, successivamente andata perduta.
Tra il 1520 e 1527 venne poi edificato il baluardo su progetto di Teodoro Trivulzio, nell'ambito del rafforzamento da parte della Repubblica di Venezia delle fortificazioni di Verona, che aveva l'obiettivo di renderle più adatte all'introduzione della polvere da sparo. La rondella cinquecentesca ha quindi sostituito la preesistente torre della Baccola.
Si tratta di un'opera di muratura e terra a tracciato circolare (detta, appunto, rondella), collegata da fianchi rettilinei alla retrostante cinta muraria dei epoca scaligera, con postazione di artiglieria in casamatta nei fianchi, e postazioni per fucileria sulla piattaforma superiore. Il muro perimetrale, caratterizzato da un paramento in mattoni di laterizio, si eleva in pendenza sino all'altezza della cordonatura di pietra, dopo la quale si eleva invece in verticale, formando il parapetto della piattaforma.